# Rue Dunois
La rue Dunois est une voie située dans le quartier de la Gare du 13e arrondissement de Paris. 

## Situation et accès
La rue Dunois est accessible aux stations Bibliothèque François-Mitterrand et Olympiades sur la ligne 14 et aux stations Chevaleret et Nationale sur la ligne 6.

## Origine du nom

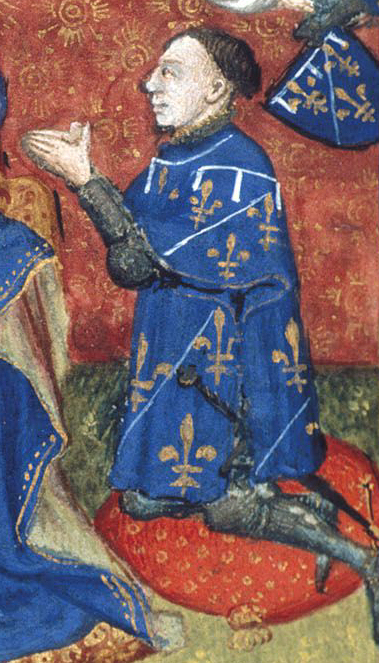
Jean de Dunois.

Cette rue rend hommage au comte Jean de Dunois (1403-1468), bâtard d'Orléans, compagnon d'armes de Jeanne d'Arc : la rue est proche de diverses autres voies dont les noms font référence à ce personnage historique.

## Historique
Sur le plan de Roussel de 1730, cette voie est indiquée comme étant un chemin sans nom de la commune d'Ivry-sur-Seine.
Elle prit le nom de « rue des Ormes » en 1812, puis de « rue des Trois-Ormes », avant de prendre le nom de « rue Dunois » en 1863, lors de son rattachement à la voirie de Paris.

## Bâtiments remarquables et lieux de mémoire
- Le square Héloïse-et-Abélard.
- La fondation Michelle-Darty, à l'angle avec la rue Pierre-Gourdault.
- No 8 :  maison paroissiale Notre-Dame-de-la-Gare.
- No 55 : école primaire municipale Dunois (255 élèves scolarisés).
- No 64 : piscine Dunois.
- No 74 : tour Chéops, la 18e plus haute tour de Paris.

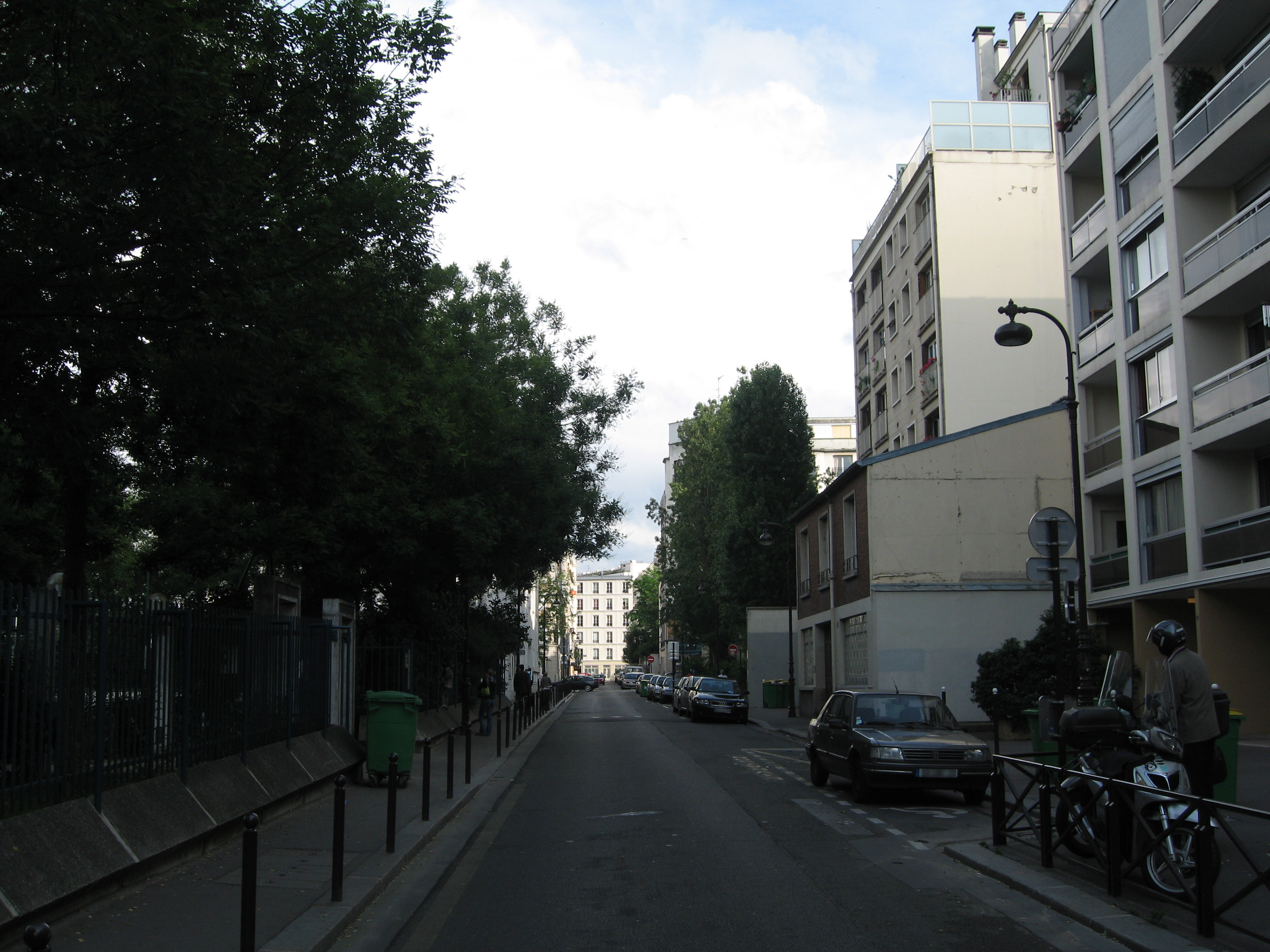
La rue Dunois.
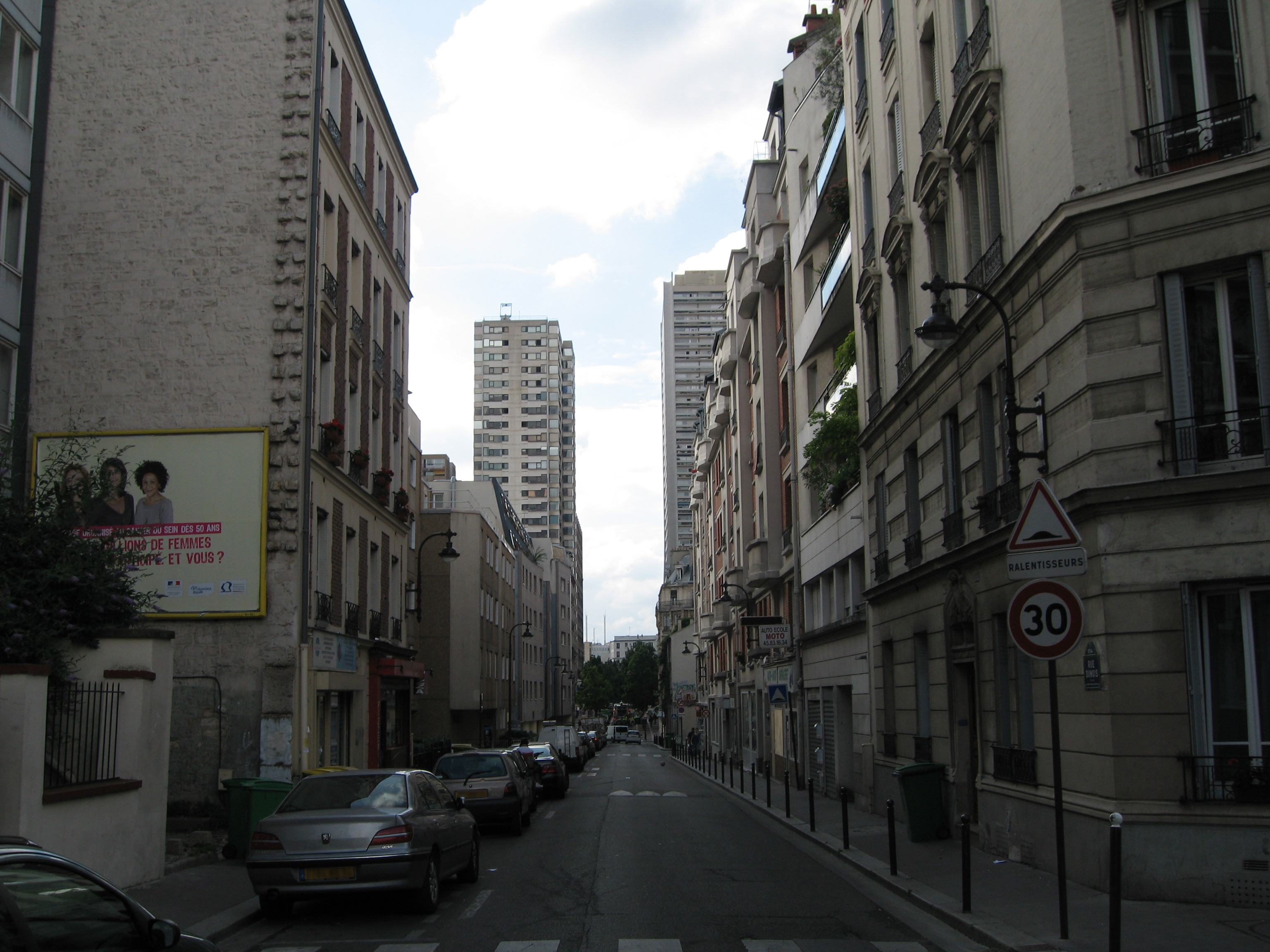
La rue Dunois.
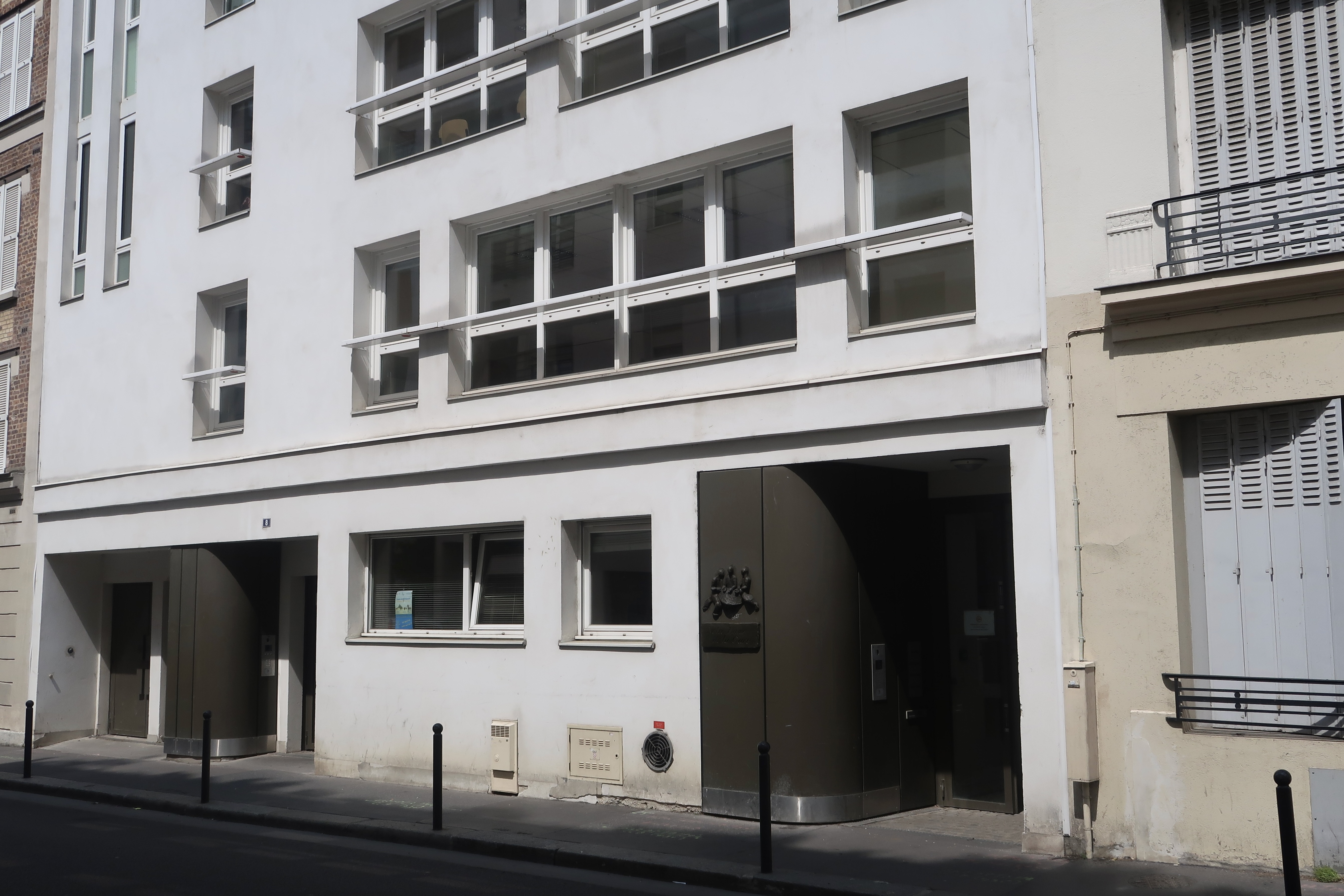
Maison paroissiale Notre-Dame-de-la-Gare au no 8.